# Stefan Skrzywan

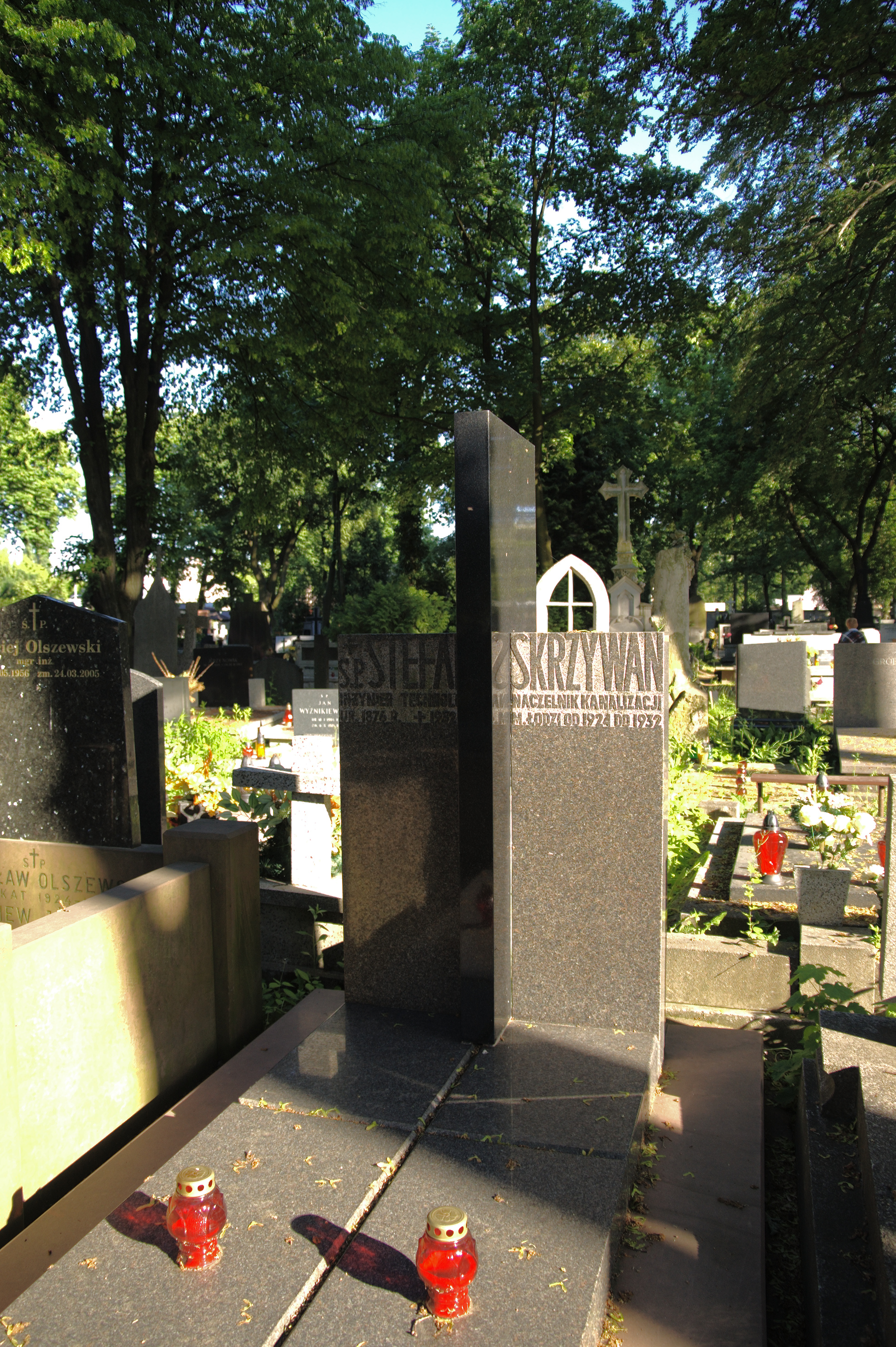
Grób Stefana Skrzywana na Starym Cmentarzu w Łodzi

Stefan Skrzywan (ur. 22 czerwca 1876 prawdopodobnie w Odessie, zm. 1 października 1932 w Otwocku) – inżynier technolog, twórca  kanalizacji w Łodzi.
Studia wyższe odbył w Instytucie Technologicznym w Petersburgu. Na uczelni tej studiowało wielu Polaków (w latach 1837–1914 nа liczbę 5700 absolwentów – 1400 stanowili Роlасу). W 1900 Stefan Skrzywan otrzymał dyplom inżyniera technologa. Роlаkоm, absolwentom Instytutu, powierzano często wysokie stanowiska w przеmуśle, administracji czy ośrodkach naukowych Cesarstwa Rosyjskiego i Кrólestwa Polskiego (w odrodzonej Polsce ponad dziesięciu sprawowało funkcje ministerialne).
W latach 1907–1911 Skrzywan, pod kierunkiem Williama Heerleina Lindleya, pracował przy budowie wоdосiągów i kanalizacji w Warszawie. W 1911 William Heerlein Lindley rozpoczął działalność w Baku, powierzając Skrzywanowi kierownicze stanowisko przy budowie wоdосiągów, gdzie obaj pracowali do 1917.
Budowę wodociągów i kanalizacji w Łodzi, jedynym w Europie mieście tej wielkości ich pozbawionym, przypisuje się powszechnie W.H. Lindleyowi i S. Skrzywanowi. 
Na początku XX w. postanowiono zbudować kanalizację i wodociągi, aby ulicami Łodzi, rynsztokami nie płynęły już dokuczliwe ścieki.
Wykonanie projektu zlecono słynnemu angielskiemu budowniczemu urządzeń komunalnych – inż. Williamowi Heerleinowi Lindleyowi (synowi), który z zadania wywiązał się solidnie. Nad projektem pracował od roku 1901 i w 1909 przedstawił wyniki. Koszt realizacji projektu – 25 mln rubli przekraczał możliwości miasta i nie rozpoczęto wtedy żadnych prac. Władze carskie nie były zainteresowane pomocą w realizacji projektu.
Kilka lat po odzyskaniu niepodległości, władze Łodzi, mimo trudnej sytuacji ekonomicznej postanowiły zrealizować plany Lindleya. We wrześniu 1924 magistratowi łódzkiemu udało się nakłonić do podjęcia tej pracy inż. Stefana Skrzywana. Był to doświadczony budowniczy takich instalacji, dawny długoletni współpracownik i przyjaciel nieżyjącego już sir Wiliama Heerleina Lindleya, wspólnie budowali wodociągi w Warszawie i Baku.
Zapoznał się z dokumentacją i zapalił się do realizacji projektu.
Mówi się, że przybył do nieznanego sobie miasta, poznał rozpaczliwą sytuację jego mieszkańców i zaangażował się bez reszty w ich sprawę. 
Przekonał zarząd miasta, że mimo niewystarczających finansów prace można rozpocząć w ramach środków posiadanych przez miasto i niewielkiej pomocy rządowej. Pod warunkiem, że rozpocznie się je od budowy kanalizacji, która wymagała mniejszych nakładów a dawała konkretne efekty w kolejnym roku. Zwłaszcza, że z dostarczaniem mieszkańcom i fabrykom wody jakoś sobie radzono, natomiast nierozwiązane a nader pilne było usuwanie ścieków z ulic i rzek.
Został naczelnym inżynierem Wydziału Kanalizacji i Wodociągów m. Łodzi. Od początku 1925 pod jego kierownictwem rozpoczęto roboty kanalizacyjne. W ciągu 8 lat niezwykła energia, zdolności organizacyjne i pracowitość inż. Stefana Skrzywana spowodowały, że skanalizowano śródmieście miasta oraz zbudowano i uruchomiono pierwszą oczyszczalnię ścieków na Lublinku.
W wielu miejscach miasta prowadził roboty kanalizacyjne i zaczął regulację najbardziej zanieczyszczonych rzek łódzkich, które w terenie zabudowanym kierował do krytych kanałów. Zatrudniał tysiące robotników. Uruchomił własną produkcję cegły klinkierowej wysokiej jakości, wybudował kopalnie piasku i własną betoniarnię. Dla dowozu materiałów specjalnie wybudował kolejki wąskotorowe, wykorzystywał nawet miejskie tramwaje. 
Znajdował także czas i możliwości, aby rozpoznać trasę ewentualnego przyszłego wodociągu, którym woda miała być dostarczona z Pilicy pod Tomaszowem do Łodzi i zainicjował rozmowy o wykupie potrzebnych terenów. Jeździł do stolicy pertraktować z Ministrem Finansów o udzielenie pożyczki na kontynuację budowy kanalizacji w Łodzi. 
W latach 1928–1932 rozpoczął i oddał do użytku niezbędną miastu oczyszczalnię ścieków na Lublinku.
W 1925 przy ul. Wierzbowej 52 obok rozległych składów materiałów budowlanych wodociągowo-kanalizacyjnych wybudował spory, piętrowy budynek, w którym ulokował służby produkcyjno-gospodarcze.
Kierowany przez niego Wydział Kanalizacji mieścił się w budynku mieszkalnym przy ulicy Narutowicza 2, a wobec błyskawicznego wzrostu inwestycji lokal przestał wystarczać zatrudnionym pracownikom. Skrzywan zażądał więc od magistratu zgody na budowę biurowca dla Wydziału. Budowla miała być okazała, a więc i kosztowna. Zarząd Miasta po długich staraniach wyasygnował odpowiednie fundusze i w grudniu 1929 przy ulicy Narutowicza 65 ukończono reprezentacyjny budynek mieszczący do 1939 służby wodociągowo-kanalizacyjne, zaprojektowany przez Wiesława Lisowskiego.
Od 1945 mieści się tu rektorat Uniwersytetu Łódzkiego. W holu biurowca Skrzywan polecił ułożyć w mozaikowej posadzce napis „Uśmiechnij się”, w którym wyraziła się osobowość Stefana Skrzywana. Napis został w nieznanych okolicznościach uszkodzony po wojnie i przez kilkadziesiąt lat pozostawał nieczytelny. W 2009 został zrekonstruowany.
Budował wielkie murowane kanały ogólnospławne, które stworzyły bazę późniejszej rozbudowy sieci kanalizacyjnej miasta i służą do dziś.
Nieżyjący już inż. Jan Żenow w swoich wspomnieniach tak pisał o nim: Skrzywan był autorytetem w każdej robocie, na każdym odcinku, przy każdym konflikcie na budowie. Był zawsze wesoły i dowcipny, nie lubił ponurych twarzy pracowników, których większość znał z imienia i nazwiska, a często i stosunków rodzinnych. 
Robotnicy kochali go i szanowali. Dbał o nich, a jednocześnie potrafił w nich wzbudzić dumę z tego, że ich praca warunkuje normalny byt i rozwój miasta. Do dzisiaj zachowały się fotografie Skrzywana wśród robotników: na budowie, przy ustawianiu budowlanej wiechy, przy wspólnych okolicznościowych posiłkach.
Po ukończeniu biurowca przy ul. Narutowicza przystąpił do rozbudowy zaplecza przy ul. Wierzbowej 52, ale tym razem nie pytał nawet magistratu o zgodę. Prezydentem Łodzi był wówczas Bronisław Ziemięcki, który dla rozwoju miasta zrobił bardzo wiele. Za jego kadencji brukowano ulice, budowano szkoły, szpitale, przystąpiono do budowy dużego komunalnego osiedla mieszkaniowego – im. Montwiłła-Mireckiego dla 1 500 rodzin. Wytyczano nowe parki, ulice, linie tramwajowe, zakładano nowe oświetlenie elektryczne. Te wydatki spowodowały zadłużenie miasta na 40 milionów złotych. Prezydent był oburzony na ˌˌskrzywanowąˈˈ samowolę. Na posiedzeniu Zarządu Miasta doszło do konfliktu, w wyniku którego inż. Stefan Skrzywan zrezygnował z zajmowanego stanowiska.
Wkrótce, 1 października 1932 Skrzywan zmarł w sanatorium w Otwocku, pо długiej chorobie płuc. Pochowany został na Starym Cmentarzu w Łodzi przy ulicy Ogrodowej w części katolickiej.

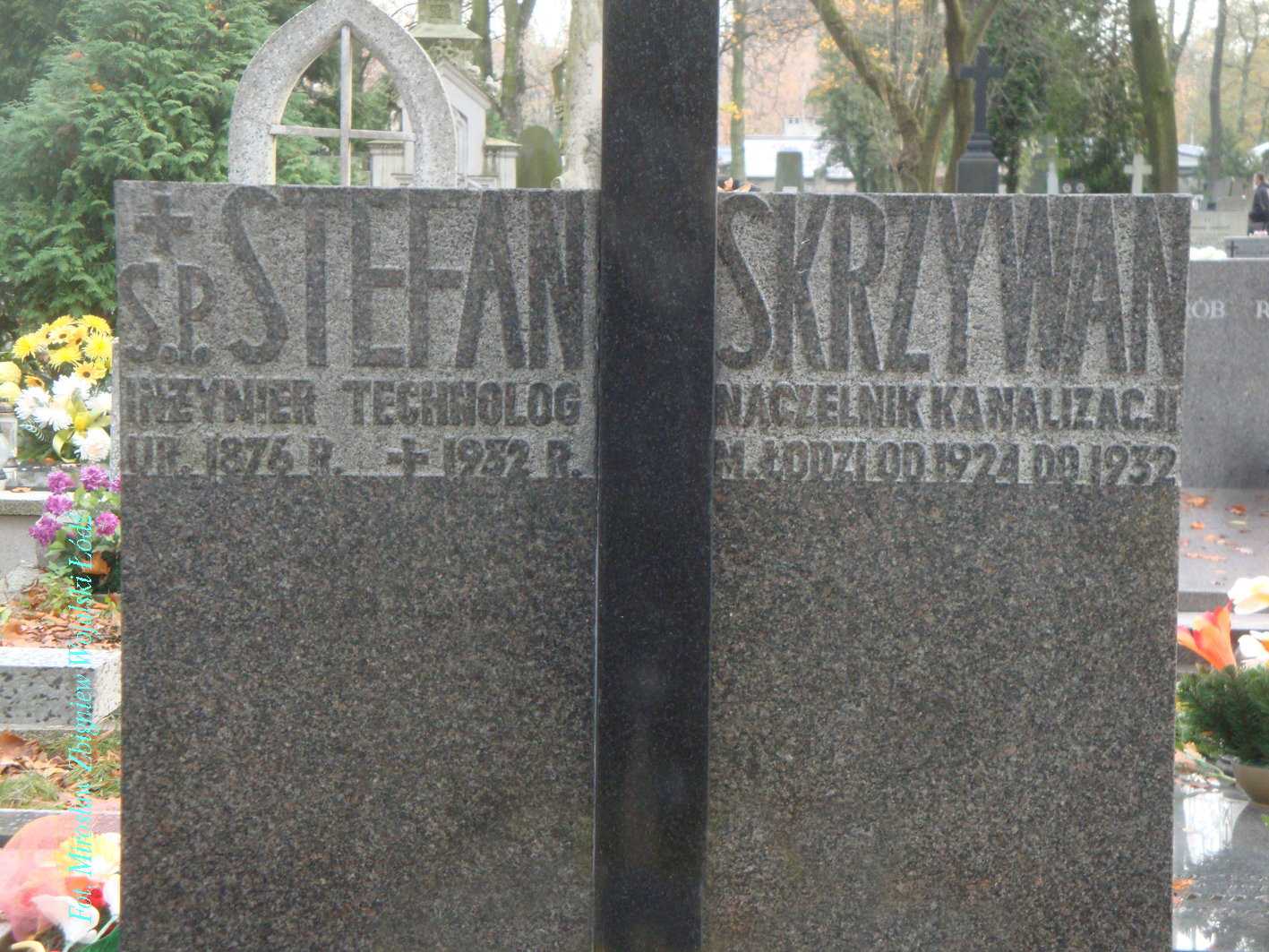
Detal pomnika na grobie Stefana Skrzywana na Starym Cmentarzu w Łodzi

W uznaniu zasług nazwano imieniem Stefana Skrzywana ulicę Starowólczańską w rejonie głównych kolektorów miejskich i rzeki Jasień, pomiędzy dzisiejszą ul. Wólczańską i al. Politechniki.
Rozmach robót zapoczątkowany przez inż. Stefana Skrzywana był kontynuowany w następnych latach. Parę lat przed wybuchem II wojny światowej rozpoczęto budowę wodociągów, uruchomionych w pełni po wojnie.
Dla uczczenia pamięci Stefana Skrzywana, na dziedzińcu Zakładu Wodociągów i Kanalizacji przy ul. Wierzbowej 52 ufundowano jego popiersie autorstwa prof. Michała Gałkiewicza odsłonięte w listopadzie 2001.